# Cestrum zarucchianum
Cestrum zarucchianum är en potatisväxtart som beskrevs av W.G. D'arcy. Cestrum zarucchianum ingår i släktet Cestrum och familjen potatisväxter. Inga underarter finns listade i Catalogue of Life.